# Stamnodes pamira
Stamnodes pamira är en fjärilsart som beskrevs av Alexander Michailovitsch Djakonov 1915. Stamnodes pamira ingår i släktet Stamnodes och familjen mätare. Inga underarter finns listade i Catalogue of Life.